# Tetrarkiet
Tetrarkiet var en styreform, der indførtes i Romerriget i 293 af kejser Diocletian og som afskaffedes i 313. Ordet er græsk og betyder firemandsvælde.
Allerede i 286 tog Diocletian det første skridt, da han indsatte Maximian Herculius som medkejser. Skridtet blev taget pga. de mange uroligheder, der havde været de seneste 100 år under soldaterkejserne. Ideen var, at der senere skulle indføres to juniorkejsere, mens Diocletian og Maximian skulle fortsætte som seniorkejsere. Dette skete i 303, da Galerius og Constantius blev indsat som juniorkejsere. Riget blev herefter opdelt i fire dele (præfekturer) med hver sin hovedby (Milano, Nikomedia, Sirmium (det nuværende Sremska Mitrovica) og Trier) og hver sin kejser.
For at sikre kontinuitet og undgå magtbegærlige kejsere, skulle seniorkejserne efter 10 år som seniorkejser træde tilbage og lade juniorkejserne blive seniorkejsere. Dvs. at en man fik 10 år som juniorkejser og 10 år som seniorkejser. Og således trådte Diocletian og Maximian tilbage i 305 og overlod Constantius og Galerius seniorkejserembederne. To nye juniorkejsere Valerius Severus og Maximinus blev udnævnt, og systemet så ud til at virke efter hensigten.
Desværre døde Constantius i 306 og pludselig stod man med et problem. Galerius udnævnte straks Valerius Severus til ny seniorkejser. Hæren ønskede dog Constantius' søn Konstantin (senere den Store) som ny seniorkejser, men Galerius afværgede et truende oprør ved at udnævne Konstantin til juniorkejser. Rasende over at være blevet forbigået ved udnævnelse af en ny juniorkejser pressede Maximians søn, Maxentius, sin far til at indgå en aftale. Sammen overmandede de Valerius Severus og myrdede ham, hvorpå de udråbte sig til seniorkejsere. Diocletian og Galerius forsøgte at dæmpe gemytterne, men lige lidt hjalp det, og det endte i en borgerkrig.
Borgerkrigen sluttede først i 312, da Konstantin besejrede Maxentius ved den Milviske Bro. Herefter blev han kejser i vest, mens Licinius (der i 308 var blevet Valerius Severus' afløser) blev kejser i øst. Med to kejsere var det ikke længere et tetrarki, og i 324 besejrede Konstantin også Licinius og blev enehersker.